# Hermann Gunnarsson
Hermann Gunnarsson (9 de diciembre de 1946 - Tailandia, 4 de junio de 2013) fue un jugador de fútbol profesional, balonmanista y locutor islandés.

## Biografía

### Futbolista
Hermann Gunnarsson debutó como futbolista en 1963 a los 17 años de edad con el Valur, con el que jugó durante las cinco temporadas siguientes. Tras un breve paso por el SC Eisenstadt y por el ÍBA volvió en 1971 al Valur hasta su retiro como futbolista en 1976.
Además en 1970, mientras permaneció en el ÍBA como futbolista, fue el entrenador del club, siendo un jugador-entrenador.
También fue convocado por la selección de fútbol de Islandia desde 1967 hasta 1973, cosechando un total de 14 partidos jugados y 4 goles.

#### Clubes
| Club          | País     | Año         |
| ------------- | -------- | ----------- |
| Valur         | Islandia | 1963 - 1968 |
| SC Eisenstadt | Austria  | 1969        |
| ÍBA           | Islandia | 1970        |
| Valur         | Islandia | 1971 - 1976 |

### Balonmanista
Hermann también representó a la selección de balonmano de Islandia, marcando un total de 45 goles en 15 partidos. Además afirmó en una entrevista en 1977 ser el que mantiene el récord mundial de goles de goles anotados en un partido de balonmano, marcando 17 goles cuando Islandia ganó a la selección de balonmano de Estados Unidos por 41-17 en 1966.

#### Clubes
| Club              | País     | Año         |
| ----------------- | -------- | ----------- |
| Valur             | Islandia | 1964 - 1968 |
| Valur             | Islandia | 1970        |
| Leiknir Reykjavík | Islandia | 1974        |

### Locutor
Hermann es también famoso por albergar el programa más visto de conversación Á tali hjá Hemma Gunn en el canal de televisión pública RÚV durante los años 80 y 90. El programa sigue siendo uno de los programas de más alto índice de audiencia en la historia de la televisión islandesa.
Después de pasar varios años lejos de la locución desde la década de 1990 hasta la década del 2000, regresó a la televisión en 2005 para acoger un concurso musical en Stöð 2. En el otoño de 2006 comenzó un nuevo talk show semanal en Stöð 2. Hermann también ha lanzado álbumes musicales y organizó un programa de radio en Bylgjan entre otras actividades. Además permaneció varios años en Tailandia durante su descanso como locutor.